# Ácido fulmínico
Ácido fulmínico de fórmula molecular é H2C2N2O2, com a fórmula empírica sendo HCNO. Este ácido orgânico é um isômero do ácido ciânico.
Existe na forma de um equilíbrio dinâmico entre duas formas.

## História
Foi descoberto em 1824 por Justus von Liebig, que postulou sua fórmula como H2C2N2O2. O ácido ciânico foi descoberto um ano antes por Friedrich Woehler. A estrutura foi determinada somente em 1960 por Roland Scholl e contradisse a fórmula O2NCH2CN, a nitroacetonitrila proposta por Kekule.

## Segurança
Tanto o ácido fulmínico quanto seus sais são extremamente perigosos pela característica de explodirem com grande facilidade, vindo daí suas aplicações. Os vapores são também tóxicos.

## Aplicações
O ácido livre não tem aplicação industrial caracterizada, mas seus sais são obtidos indiretamente. Sais, por exemplo o fulminato de mercúrio e o fulminato de prata, e são frequentemente usados como detonadores para outros materiais explosivos, e são exemplos de explosivos primários.

## Síntese
O ácido fulmínico é sintetizado na reação de ácido nítrico com hidrogênio numa solução de álcool etílico.
{\displaystyle {\ce {H2 + 2 HNO3 + 1 C2H5OH -> 2 HCNO + 2 H2O + 2 CH2O}}}
Pode ser fabricado pela reação de Nitratos tais como  o nitrato de sódio ou potássio  com algum ácido do tipo H+ânion como o Fluorídrico ou clorídrico numa solução de álcool etílico.
{\displaystyle {\ce {2 HCl + 2 KNO3 + C2H5OH -> 2 HCNO + 2 KCl + 2 H2O + 2 CH2O}}}
A rota mais simples de síntese é a partir na reação de monóxido de carbono com Nitrogênio e Hidrogênio gasoso.
{\displaystyle {\ce {2 CO + N2 + H2 -> 2 HCNO}}}
A rota mais simples pode produzir isômeros ciânico o processo pode ser resolvido pela isomerização.
O processo Di-e-Di para a síntese do ácido fulminico.
{\displaystyle {\ce {CH4 + N2 -> HCN + NH3}}}
{\displaystyle {\ce {HCN + O -> HCNO}}}